# José Novo
José Novo Rodríguez (Betanzos, 1893 - id., 29 de julio de 1936) fue un sastre y político republicano de Galicia, España, víctima de la represión en la zona franquista durante la guerra civil.

## Biografía
José Novo fue elegido concejal del ayuntamiento de Betanzos en las elecciones municipales de 1931, en la convocatoria de mayo, dado que las de abril fueron anuladas al contabilizarse más de 1000 votos que votantes tenía la población debido a un intento de la derecha política local de controlar el poder municipal. Por entonces Novo pertenecía a la Organización Republicana Galega Autónoma (ORGA) (aunque más tarde se integraría en Izquierda Republicana), que junto con otras fuerzas progresistas encabezó las listas a las elecciones. Proclamada la Segunda República, fue nombrado primer teniente de alcalde, cargo que mantuvo hasta 1932 en el que fue elegido alcalde hasta 1933. Casado y padre de cinco hijos, Novo era de profundas convicciones republicanas y ferviente anticlerical, y no escondió sus opiniones que hacía públicas cuando consideraba necesario en sus intervenciones políticas, en panfletos y en artículos en las publicaciones locales. Su posición sobre la iglesia católica era crítica, en especial con la situación predominante de la que gozaban en la sociedad gallega, si bien jamás favoreció ni instigó persecución alguna, ni participó en actos violentos. Sus posiciones anticlericales se manifestaron, sobre todo, en la oposición a las prebendas eclesiásticas de todo orden. En la Galicia de la época, la derecha política, y en especial la Unión Regional de Derechas de Betanzos y la Asociación Femenina de la Unión Regional de Derechas, creadas durante la República, vio en Novo un enemigo al que se le atribuyó una leyenda de malvado, llegando a asegurarse que participaba en rifas para repartirse las jóvenes de la localidad junto con otros militantes de izquierda en la Casa del Pueblo, acusaciones totalmente falsas que la mayoría consideraban una broma. También se le atribuyeron por los corrillos locales acusaciones de fomentar el tiro en la nuca para sus opositores, pero lo cierto es que hasta el estallido de la guerra, no hubo en Betanzos en el período republicano un solo crimen.
Cuando se produjo el golpe de Estado de julio de 1936 con el que se dio inicio a la guerra, Novo, junto con el que también había sido alcalde de Betanzos, el socialista Tomás López Datorre, partió de la ciudad el 22 de julio con la entrada de las columnas sublevadas procedentes de La Coruña y el fin de la poca resistencia que pudo soportar la ciudad. Ambos fueron interceptados en Guitiriz. Mientras que López Datorre fue llevado a la cárcel de Betanzos y desde allí a La Coruña, donde sería fusilado en octubre, Novo permaneció en Betanzos hasta el 29 de julio, cuando fue sacado y ejecutado en la madrugada. Junto a él fue ejecutado también el conductor que lo traslado a la ejecución por orden de los sublevados, dado que en un primer momento se había negado al viaje debido a su parentesco con Novo. Tras la ejecución se forzó al juez local, amigo íntimo de Novo, a que diese fe de la celebración de un consejo de guerra sumarísimo contra Novo bajo la acusación de fomentar la rebelión militar contra los sublevados y de incendiar la iglesia y el monasterio de San Francisco de Betanzos, hechos que ocurrieron con posterioridad a la salida de Novo y López Datorre y que en realidad fueron provocados por elementos de la derecha política procedentes de Ferrol para justificar la represión posterior.